# Mycosphaerella flagellariae
Mycosphaerella flagellariae är en svampart som beskrevs av Alcorn 1978. Mycosphaerella flagellariae ingår i släktet Mycosphaerella och familjen Mycosphaerellaceae.   Inga underarter finns listade i Catalogue of Life.